# E ti amo
E ti amo è un singolo di Marco Masini, scritto con Giuseppe Dati e Goffredo Orlandi, secondo estratto dalla raccolta Masini della quale è uno dei due inediti assieme a L'uomo volante. 
Pubblicato in estate, il brano è stato portato da Masini al Festivalbar 2004.
Ne è stato girato un videoclip con la regia di Leonardo Torrini.

## Tracce
1. E ti amo - (3:58)
2. L'uomo volante (traccia video)